# Cynodontium strumulosum
Cynodontium strumulosum là một loài Rêu trong họ Dicranaceae. Loài này được Müll. Hal. & Kindb. mô tả khoa học đầu tiên năm 1892.